# Madar (альбом)
Madar — третій студійний альбом Ануара Брагема, перша співпраця з Яном Ґарбарек. Альбом вийшов на лейблі ECM у 1994.

## Список пісень
1. «Sull Lull» (16:51)
2. «Madar» (11:14)
3. «Sebika» (05:32)
4. «Bahia» (10:20)
5. «Ramy» (03:00)
6. «Jaw» (08:03)
7. «Joron» (06:29)
8. «Qaws» (15:11)
9. «Epilogue» (00:57)

## Учасники запису
- Ян Ґарбарек — саксофон
- Ануар Брагем — уд
- Устед Шаукат Хусейн — табла